# Сайдазимов, Султан Сайдкалиевич
Султан Сайдкалиевич Сайдазимов (6 октября 1938; Казалинский район, Кызылординская область, Казахская ССР, СССР — 5 августа 2015; Актау, Казахстан) — советский и казахский инженер — строитель. Заслуженный строитель Казахстана. Почётный гражданин города Актау и Жанаозен.

## Биография
Султан Сайдкалиевич Сайдазимов родился 6 октября 1938 года в п.Казалинск Кызылординской области.
В 1961 году Окончил Ташкентский институт инженеров железнодорожного транспорта.
В 1977 году Окончил Высшая партийная школа при ЦК КПСС

## Трудовая деятельность
Его необычная трудовая биография берет начало в 1961 году, сразу после Института инженеров железнодорожного транспорта. И так получилось, что история развития Мангистауского края накрепко переплелась с судьбой Султана Сайдкалиевича. Когда в 1973 году в стране было объявлено об образовании Мангышлакской области, С. Сайдазимов был избран секретарем обкома партии и одновременно куратором промышленного развития края. В 80-е годы прошлого века вводились в эксплуатацию новые месторождения нефти и газа — Каламкас и Каражанбас, такие объекты общесоюзного значения как Мангышлакский реактор на быстрых нейтронах, Прикаспийский горно-металлургический комбинат, азотно-туковый завод, завод по производству пластмасс. Интенсивно велось жилищное строительство областного центра Шевченко, ставшего впоследствии одним из лучших городов бывшего Союза по архитектурным решениям.
1982 — 1988 гг. Зам.Председателя Мангистауского облисполкома.
1988 — 1990 гг. Секретарь Атырауского обкома КП Казахстана.
1990 — 1993 гг. Зам.Ген.директора ПО «Мангистаумунайгаз».
1993 — 1996 гг. Первый Зам.акима Мангистауской области.
1996 — 2000 гг. Вице-Президент АО «БатысТрансГаз», Руководитель службы внешних связей ЗАО «ИнтергазЦентральнаяАзия».
2000 — 2001 гг. Вице-Президент АО «БатысГаз», Советник Президента ТОО «КАТЭК».
С 2001 года – Пенсионер.
2006 — 2007 гг. Зам.Исполнительного директора ОФ «Мунайшы».
Скончался 2015 году.

## Награды и звания
- Орден Трудового Красного Знамени
- Орден Октябрьской Революции
- Медаль «В ознаменование 100-летия со дня рождения Владимира Ильича Ленина»
- Медаль «Ветеран труда»
- Заслуженный строитель Казахстана
- Почётный гражданин города Актау и Жанаозен.